# Cats Don't Dance
Cats Don't Dance là một bộ phim hài nhạc kịch Hoa Kỳ năm 1997 được phân phối bởi Warner Bros. Family Entertainment và đáng chú ý bởi tính năng hoạt hình đầy đủ duy nhất được sản xuất bởi Turner Feature Animation.